# Ardisia rubescens
Ardisia rubescens är en viveväxtart som beskrevs av Pitard. Ardisia rubescens ingår i släktet Ardisia och familjen viveväxter.

## Underarter
Arten delas in i följande underarter:
- A. r. oblongifolia
- A. r. puberula